# Roque Alberto Faci
Roque Alberto Faci Agud (La Codoñera, 20 de julio de 1684 - Albarracín, 28 de abril de 1744) fue un religioso e historiador español del siglo XVIII, famoso por sus trabajos sobre religiosos y sobre historia de Aragón.
Religioso carmelita desde 1698, profesó en Alcañiz, Calatayud, Zaragoza y Albarracín, donde falleció.

## Obras
- Faci, Roque Alberto (1739). Aragón, reino de Cristo y dote de María Santísima. 1-2. Zaragoza: Joseph Fort.
- Faci, Roque Alberto (1741). La perla más bella… Na. Sra. de Rodanas. Zaragoza: Joseph Fort.
- Faci, Roque Alberto (1744). Vida de nuestra santa madre Teresa de Jesús. Zaragoza: Joseph Fort.
- Faci, Roque Alberto (1750). Aragón, reino de Cristo y dote de María Santísima. 3-4. Zaragoza: Francisco Moreno.
- Faci, Roque Alberto (1752). Cathalogus brevis auctorum, qui de Beatissime Virgine Marie de Monte Carmelo et de ejus Sacro Scapulari tractarunt. Zaragoza: Francisco Moreno.
- Faci, Roque Alberto (1753). Memoria de la Aparicion de Nuestra señora de Zaragoza la Vieja venerada cerca de esta ciudad. Zaragoza: F. T. Revilla.